# Jin yan zi
Jin yan zi (金燕子), comercialitzada internacionalment com Golden Swallow, és una pel·lícula de Hong Kong de 1968 dirigida per Chang Cheh. La pel·lícula és una seqüela de Come Drink With Me.

## Argument
Golden Swallov es veu obligada a la violència quan una figura del seu misteriós passat s'enfronta a una matança mentre deixa proves que la fan responsable. Golden Swallow s'envolta amb un triangle amorós que inclou un espadatxí boig, però just, anomenat Silver Roc i un gentil guerrer anomenat Golden Whip. Els tres s'uneixen per conquerir les forces del mal del món marcial, però la seva empresa conjunta només dura tant de temps, a causa de l'ego dels dos homes. Finalment, es planeja un duel a mort entre ells, deixant Golden Swallow atrapada entre dos homes, als quals admira.

## Repartiment
- Cheng Pei-pei com a Golden Swallow
- Jimmy Wang com a Silver Roc
- Lo Lieh com a Golden Whip
- Chao Hsin-yen com a Mei Niang
- Wu Ma com a Flying Fox
- Yeung Chi-hing com a Poison Dragon
- Hoh Ban com a cap de la branca de Golden Dragon

## Producció
El director Chang Cheh va declarar que per a Golden Swallow va ignorar un teló de fons històric per a la pel·lícula per donar a la història més llibertat creativa. Chang Cheh va ser la primera vegada que s'associava amb Ni Kuang per escriure el guió. Cheh va dir que Ni "va agafar ràpidament les tècniques de l'escriptura del guió: The Invencible Fist (1969) va ser simplement un cop mestre d'un escriptor dotat! El conjunt de Els personatges van ser retratats de manera vívida i el guió va representar les quatre temporades amb una sensibilitat que rarament es troba a les pel·lícules xineses. També vaig augmentar la subtrama romàntica de "Golden Swallow" que se centra en la relació amorosa triangular entre Jimmy Wang Yu, Lo Lieh i Cheng Pei-pei". Els germans Shaw pretenien basar el guió en el personatge del personatge d'Oreneta daurada a Come Drink with Me del rei Hu. Després de diverses reescriptures del guió, els personatges s'assemblen poc o gens als personatges originals de Come Drink With Me. Chang també va declarar que va tenir influència del cinema japonès d'aquella època, i va optar per rodar la pel·lícula íntegrament al Japó.

## Llançament
Golden Swallow es va distribuir a Hong Kong el 4 d'abril de 1968. La pel·lícula es trobava entre les deu pel·lícules més taquilleres en mandarí de 1968.

## Recepció
De crítiques contemporànies, "Harr". de Variety va declarar que la pel·lícula competia amb el western italià com "una de les pel·lícules més sagnants que s'hagi estrenat mai" i que "el grau de violència i vessament de sang nauseabunds d'aquesta pel·lícula només la recomana per a situacions sàdiques d'explotació".
A partir d'una revisió retrospectiva, Donald Guarisco d’AllMovie va escriure que la pel·lícula estava "plena de sagnants escandalosos, melodrama exagerat i molt de masclisme" i, depenent de la tolerància dels espectadors a aquests elements, la pel·lícula "ofereix molt de recompenses per a aquells que poden apreciar el cinema d'acció en el seu punt més extrem". Guarisco va trobar que "la trama no sempre té sentit i Cheng Pei-Pei […] està, malauradament, marginada per la història centrada en els homes de la pel·lícula. Dit això, Hsia Yu-Yen ofereix totes les emocions d'una pel·lícula de kung-fu hauria d'oferir i val molt la pena el temps per als entusiastes del gènere gràcies a la seva importància històrica com a clàssic dels primers Chang Cheh".
Va ser la tercera pel·lícula més taquillera a Hong Kong durant l'any darrere de Només es viu dues vegades i Dragon Inn.